# Carex subtilis
Carex subtilis là một loài thực vật có hoa thuộc họ Cói. Loài này có ở New Zealand và Tasmania.